# Ixora decora
Ixora decora är en måreväxtart som beskrevs av Albert Charles Smith. Ixora decora ingår i släktet Ixora och familjen måreväxter. Inga underarter finns listade i Catalogue of Life.